# Willemijn Duyster
Willemijn Margaretha Duyster (Amsterdam, 5 april 1970) is een voormalig Nederlands hockeyinternational, die 87 interlands (nul doelpunten) speelde voor de Nederlandse vrouwenploeg. Ze nam eenmaal deel aan de Olympische Spelen en won bij die gelegenheid één medaille.
Duyster debuteerde voor Oranje op 4 september 1989 tegen Groot-Brittannië op de Champions Trophy. en nam namens Nederland deel aan één Olympische Spelen: 'Atlanta 1996'. Daar eindigde de ploeg onder leiding van bondscoach Tom van 't Hek op de derde plaats (bronzen medaille) door in de troostfinale op strafballen te winnen van Groot-Brittannië.
Duyster speelde als verdedigster/middenveldster voor Amsterdam H&BC en HGC. Ze maakte haar Hoofdklassedebuut namens Amsterdam op 23 november 1986 tegen Upward (1-3 winst). Ze werd drie keer landskampioen met Amsterdam (1987, 1989 en 1991) en ook drie keer met HGC (1993, 1996 en 1997).
In datzelfde Atlanta fungeerde haar broer Jeroen in de zomer van 1996 als stuurman van de Holland Acht, die de gouden medaille won op de roeibaan.
Dillianne van den Boogaard · 
Mijntje Donners · 
Willemijn Duyster · 
Stella de Heij · 
Noor Holsboer · 
Fleur van de Kieft · 
Nicky Koolen · 
Ellen Kuipers · 
Jeannette Lewin · 
Suzanne Plesman · 
Wietske de Ruiter · 
Florentine Steenberghe · 
Margje Teeuwen · 
Carole Thate · 
Jacqueline Toxopeus · 
Suzan van der Wielen ·
Coach: Tom van 't Hek